# Бразильско-венгерские отношения
Бразильско-венгерские отношения — двусторонние дипломатические отношения между Бразилией и Венгрией. Важность отношений сосредоточена на истории венгерской иммиграции в Бразилию. Около 100 000 бразильцев имеют венгерское происхождение, что делает их крупнейшей венгерской общиной в Латинской Америке. Государства являются членами Организации Объединённых Наций и Всемирной торговой организации.

## История
Первая волна венгерской иммиграции в Бразилию произошла во второй половине XIX века после обещания бразильских властей предоставить участки земли для иммигрантов (как способ поощрения европейской иммиграции в страну), и многие из них поселились в бразильском штате Санта-Катарина. В 1871 году во время тура по Европе император Бразилии Педру II посетил Австро-Венгрию. В 1873 году Бразилия открыла почётное консульство в Будапеште.
В 1917 году во время Первой мировой войны Бразилия объявила войну Центральным державам (в том числе Австро-Венгрии). Вторая большая волна венгерских иммигрантов прибыла в Бразилию сразу после окончания Первой мировой войны, в основном с территорий, которые Венгрия потеряла в результате Трианонского договора. В 1923 году Бразилия признала независимость Венгрии, а в 1927 году государства установили дипломатические отношения. В том же году Венгрия открыла дипломатическую миссию в Рио-де-Жанейро, а Бразилия открыла свою в Будапеште в 1929 году.
В 1942 году Бразилия объявила войну странам «оси» и их союзникам (к которым принадлежала Венгрия). В результате дипломатические отношения между Бразилией и Венгрией были разорваны. Во время войны (и вскоре после окончания) многие венгры иммигрировали в Бразилию, особенно венгры еврейского происхождения. Отношения между государствами были восстановлены в 1961 году, и в 1962 году Бразилия вновь открыла свою дипломатическую миссию в Будапеште. В 1974 году государства повысили статус своих миссий до посольств.
В 1994 году избранный президент Бразилии Фернанду Энрике Кардозу посетил Венгрию. В 1997 году президент Венгрии Арпад Гёнц посетил Бразилию, став первым главой венгерского государства, посетившим эту южноамериканскую страну. В 2011 году венгерское правительство запустило стратегический плановый документ, включавший Бразилию в число приоритетов своей внешней политики. В 2013 году вице-президент Бразилии Мишел Темер посетил Венгрию. В 2017 году государства отметили 90-летие дипломатических отношений.
В январе 2019 года премьер-министр Венгрии Виктор Орбан посетил Бразилию, чтобы присутствовать на инаугурации президента Жаира Болсонару. В феврале 2022 года Жаир Болсонару посетил Венгрию, став вторым действующим президентом Бразилии, совершившим такой визит.
Во время Международной министерской конференции по свободе вероисповедания или убеждений в июле 2022 года в Лондоне министр иностранных дел Венгрии Петер Сийярто запросил встречу с министром по делам женщин, семьи и прав человека Бразилии Кристианой Бритту, чтобы узнать больше о бразильской избирательной среде. Кристиана Бритто прокомментировала поляризацию и подчеркнула сходство взглядов обеих стран на вопросы семьи. Петер Сийярто спросил, может ли Венгрия как-то помочь переизбранию Жаира Болсонару, и подчеркнул, что в Бразилии находится самая большая венгерская община в Латинской Америке, и что её представители в основном поддерживают действующего президента.

## Двусторонние соглашения
Между государствами подписано несколько двусторонних соглашений, таких как Соглашение об избежании двойного налогообложения (1986 год); Соглашение о научном, техническом и технологическом сотрудничестве (1992 год); Соглашение об экономическом сотрудничестве (2006 год); Меморандум о взаимопонимании между Эксимбанком Венгрии и Бразильским банком развития (2012 год); Соглашение о сотрудничестве между Министерством сельского развития Венгрии и Министерством рыболовства и аквакультуры Бразилии (2013 год).

## Торговля
В 2018 году объём товарооборота между государствами составил 480 миллионов долларов США. Экспорт Бразилии в Венгрию: детали и турбинные двигатели для самолётов; автомобильные детали; машинное оборудования; кожа и кофе. Экспорта Венгрии в Бразилию: машинное оборудование, транспортные средства и переработанная продукция. Бразилия является вторым по величине торговым партнёром Венгрии в Латинской Америке (после Мексики).

## Дипломатические представительства
- Бразилия имеет посольство в Будапеште[7].
- Венгрия содержит посольство в Бразилиа[8].